# Hireanaji, Byadgi
Hireanaji là một làng thuộc tehsil Byadgi, huyện Haveri, bang Karnataka, Ấn Độ.